# Liste des châteaux du Perth and Kinross
Cette liste recense les principaux châteaux du council area du Perth and Kinross en Écosse.

## Liste
| Nom                                  | Type        | Date     | Condition | Propriétaire          | Localisation                          | Notes           | Image        |
| ------------------------------------ | ----------- | -------- | --------- | --------------------- | ------------------------------------- | --------------- | ------------ |
| Château d'Ardblair                   |             |          |           |                       | Blairgowrie and Rattray               |                 |              |
| Château d'Ashintully                 |             |          |           |                       | Kirkmichael                           |                 |              |
| Château de Balhousie                 |             |          |           |                       | Perth                                 |                 | Balhousie    |
| Château de Balvaird                  |             |          |           | Historic Scotland     | Cupar                                 | Accès limité    | Balvaird     |
| Château de Blackcraig                |             |          |           |                       |                                       |                 |              |
| Château de Blair                     |             | 1269     | Conservé  | Privé: Duke of Atholl | Blair Atholl, Perthshire              |                 |              |
| Château de Burleigh                  | En ruines   |          |           | Historic Scotland     |                                       | Accès libre     |              |
| Château de Castle Cluggy             |             | pre 1467 | En ruines |                       | Dry Isle, Loch Monzievaird, Ochertyre |                 |              |
| Château de Castle Huntly (HM Prison) |             |          |           |                       |                                       |                 |              |
| Château de Craighall                 |             |          |           |                       |                                       |                 |              |
| Château de Dalnagar                  |             |          |           |                       |                                       |                 |              |
| Château de Drummond                  |             |          |           |                       |                                       |                 |              |
| Château de Dupplin                   |             |          |           |                       |                                       |                 |              |
| Château d'Elcho                      | Maison-tour |          |           | Historic Scotland     |                                       |                 | Elcho        |
| Château de Finlarig                  |             |          |           |                       |                                       |                 |              |
| Château de Forter                    |             |          |           |                       |                                       |                 |              |
| Château de Huntingtower              |             |          |           | Historic Scotland     |                                       | Plafonds peints | Huntingtower |
| Château de Kinfauns                  |             |          |           |                       |                                       |                 |              |
| Château de Kinnaird                  |             |          |           |                       |                                       |                 |              |
| Château de Lethendy                  |             |          |           |                       |                                       |                 |              |
| Château de Loch Leven                |             |          | En ruines | Historic Scotland     |                                       |                 |              |
| Château de Meggernie                 |             |          |           |                       |                                       |                 |              |
| Château de Megginch                  |             |          |           |                       |                                       |                 |              |
| Château de Castle Menzies            |             |          |           |                       |                                       |                 |              |
| Château de Methven                   |             |          |           |                       |                                       |                 |              |
| Château de Murthly                   |             |          |           | Privé                 |                                       |                 |              |
| Château de Newton                    |             |          |           |                       |                                       |                 |              |
| Château de Taymouth                  |             |          |           |                       |                                       |                 | Taymouth     |
| Château de Tullibole                 |             |          |           |                       |                                       |                 |              |